# 秘鲁蜂鸟
，是雨燕目蜂鸟科的一种鸟类。
秘鲁蜂鸟体重约4.5克，翼长约56.7毫米，嘴峰长约24.7毫米，喙宽度约2.2毫米，喙厚度约2毫米，跗蹠长约5.3毫米，尾长约34毫米。秘鲁蜂鸟在其分布区内为留鸟，其栖息在半开放的灌木丛中，食性为草食性，主要食物来源是植物的花蜜。
秘鲁蜂鸟分布于厄瓜多尔极西南地区和邻近的秘鲁西北地区沿海地区。该物种是单型物种，没有亚种分化。